# Cochlidiosperma stewartii
Cochlidiosperma stewartii là một loài thực vật có hoa trong họ Mã đề. Loài này được (Pennell) D.Y.Hong & S.Nilsson mô tả khoa học đầu tiên năm 1983.